# Graven der Edelen

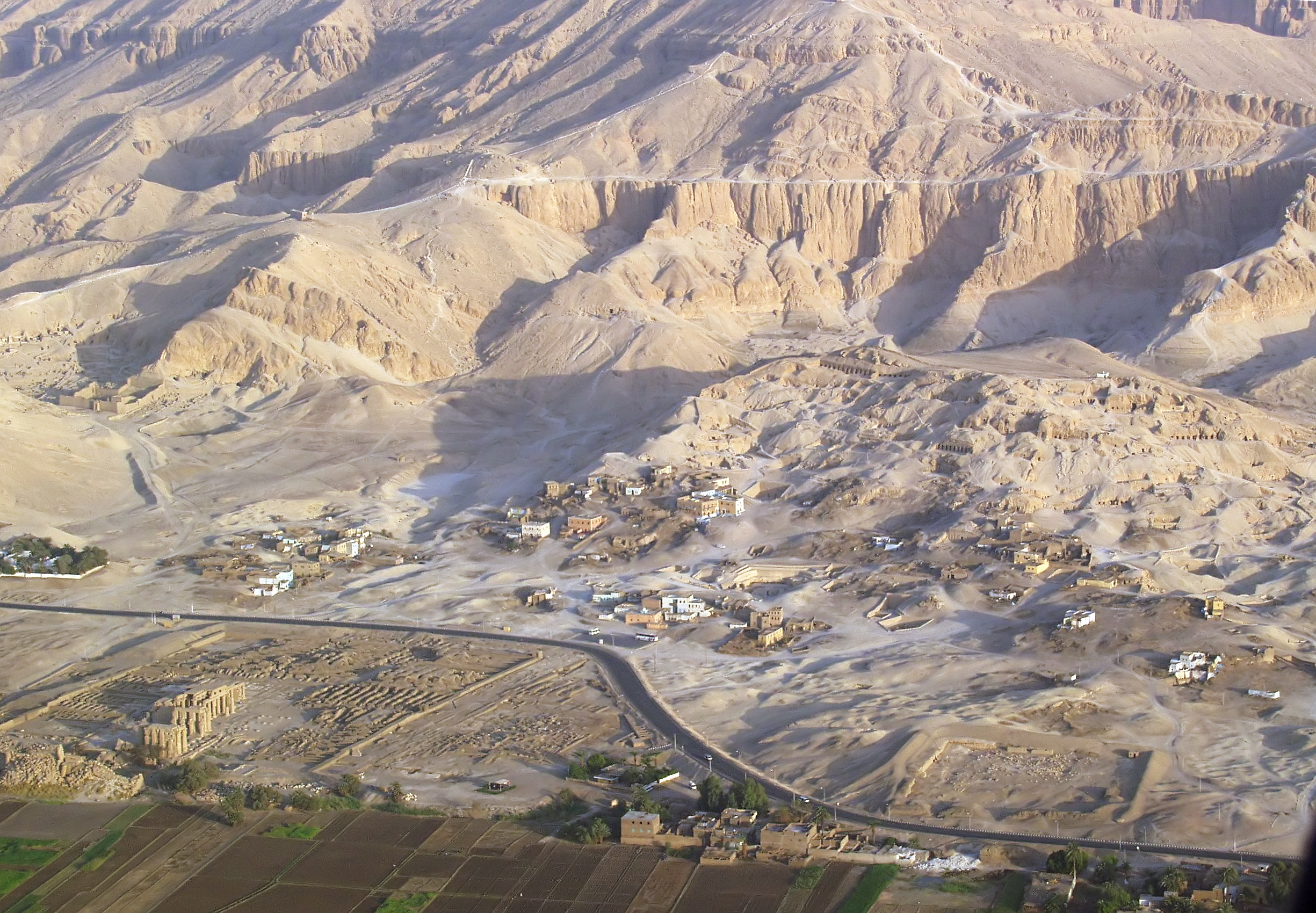

De Graven der Edelen zijn de privégraven in Thebe (Egypte) uit het Nieuwe Rijk. Ze liggen verspreid over verschillende necropolen zoals Deir el-Bahari, Deir el-Medina en Sheikh Abd el-Qurna. In totaal zijn er ongeveer vijfhonderd graven.
De graven verschillen van de koninklijke graven doordat ze vooral versierd zijn met scènes uit het dagelijkse leven. De muurschilderingen doen niet onder voor deze van de farao's en sommige scènes zijn wereldberoemd.

## Enkele van de belangrijkste privé-graven
- GN 1 - Sennedjem
- GN 31 - Chons
- GN 51 - Oeserhat
- GN 52 - Nacht
- GN 55 - Ramose
- GN 57 - Chaemat
- GN 69 - Menna
- GN 81 - Ineni
- GN 96 - Senoefer
- GN 100 - Rechmire
- GN 188 - Parennefer
- GN 247 - Inherchau
- GN 320 - cachette met mummies van farao's
- GN 343 - Benia